# 우시쓰정
우시쓰정(宇出津町)은 이시카와현 후게시군에 설치되었던 정이다. 현재의 노토정에 해당한다.